# Zhang Dequn
Zhang Dequn (chiń. 張德群; ur. 10 stycznia 1963) – chiński zapaśnik w stylu klasycznym. Olimpijczyk z Los Angeles 1984, gdzie odpadł w eliminacjach w kategorii 62 kg.